# Andrija Mohorovičić
Andrija Mohorovičić, född 23 januari 1857 i Volosko, Kroatien, Kejsardömet Österrike,
död 18 december 1936 i Zagreb, Kroatien, Kungariket Jugoslavien,var en kroatisk meteorolog och seismolog. Han är mest känd för eponymen Mohorovičić-diskontinuiteten och anses vara grundaren av den moderna seismologin.

## Biografi

### Bakgrund och uppväxt
Mohorovičić föddes 1857 i Volosko, en ort nära Opatija i dåvarande kejsardömet Österrike. Hans far som också hette Andrija var ursprungligen från Rukavac och smed till yrket. Som smed tillverkade han ankare. Modern Marija Poščić var från Opatija och dog strax efter att sonen Andrija fötts.

### Utbildning, karriär och familjeliv
Mohorovičić gick i grundskola i Volosko och sin gymnasiala utbildning slutförde han i Rijeka. Som femtonåring talade han engelska, franska och italienska. Senare skulle han även komma att behärska tyska, tjeckiska, latin och klassisk grekiska.
1875-1878 studerade han matematik och fysik vid filosofiska fakulteten i Prag där en av hans professorer var Ernst Mach. Efter avslutade studier kom han att 1879–1880 undervisa vid Zagrebs gymnasium och därefter vid realen in Osijek. 
1882 förflyttades han till den Kungliga sjöfartsskolan i Bakar. 1883 gifte han sig med kaptensdottern Silvija Vernić. Paret fick fyra söner tillsammans. Det var i Bakar som Mohorovičić kom i kontakt med och började intressera sig mer för meteorologi.
1892 flyttade han till Zagreb där han kom att leda arbetet vid det Meteorologiska observatoriet.  

## Utmärkelser
Asteroiden 8422 Mohorovičić är uppkallad efter honom.

### Fotnoter
1. 1 2 3 4  Gfz.hr - Andrija Mohorovičićs minnesrum, utställningslokal (kroatiska)
2. ↑  Britannica.com (engelska)
3. ↑  E-education.psu.edu (engelska)
4. ↑  ”Minor Planet Center 8422 Mohorovičić” (på engelska). Minor Planet Center. https://www.minorplanetcenter.net/db_search/show_object?object_id=8422. Läst 20 juni 2023.